# Ipoh
Ipoh (Cinese: 怡保) è una città della Malaysia, capitale dello stato di Perak e situata a circa 200 km da Kuala Lumpur lungo l'autostrada nord-sud.
Oggigiorno con "Ipoh" ci si riferisce di solito al territorio amministrato dal Dewan Bandaraya Ipoh (Consiglio Cittadino di Ipoh) che ha assorbito molte vicine città minori come Chemor, Jelapang, Falim, Menglembu e Tanjong Rambutan. Storicamente "Ipoh" si riferisce al nucleo della "città vecchia" e "città nuova" divise dal fiume Kinta, da cui la città è cresciuta. Il sindaco attuale è Hasan Nawawi Abdul Rahman.

## Storia e origini
Il nome Ipoh deriva da un albero locale, pohon epu, o ora più comunemente conosciuto come pokok ipoh. Questo particolare albero viene usato per l'estrazione di una resina velenosa. L'estratto viene usato dagli Orang Asli (un popolo indigeno) per avvelenare i dardi delle loro cerbottane. Ipoh è nota anche come san seng (Cinese: 山城) che significa "città collina" nel dialetto cantonese. Ipoh è anche nota tra i cinesi malesi come "Pa-loh" (cinese: 壩羅). Il vecchio nome per Ipoh è "Città dei milionari", in riferimento alle vaste fortune accumulate all'epoca delle miniere di stagno e delle coltivazioni di alberi della gomma.
Ipoh è situata nella vallata ricca di stango del fiume Kinta. Crebbe rapidamente come città mineraria, specialmente negli anni venti e trenta del XX secolo. Con il collasso del prezzo dello stagno e la chiusura delle miniere alla fine degli anni cinquanta la sua crescita stagnò e molti giovani emigrarono in altre zone della Malesia, specialmente Kuala Lumpur e Singapore. Ipoh è da allora stata conosciuta colloquialmente come una città "morta" e come un buon posto per ritirarsi in pensione. Da allora sono stati tentati vari sforzi per farne ripartire lo sviluppo.
Ipoh dispone di una delle riserve d'acqua più vasta e pulite della Malesia, che provengono dalle cascate dei vicini Tanjung Rambutan.

## Aree cittadine
Le seguenti città e quartieri costituiscono l'area formalmente conosciuta come Ipoh City.
- Bercham 巴占
- Chemor 朱毛
- Cyber City 賽城
- Falim 華林市
- Gunung Rapat 崑崙喇叭
- Jelapang 九洞
- Kelebang 吉里望
- Lahat 拿乞
- Meru 梅魯
- Menglembu 萬里望
- Pasir Puteh 大和園
- Pekan Baru (New Town) 新街場
- Pekan Lama (Old Town) 舊街場
- Pengkalan 孟家蘭
- Simpang Pulai 波拉
- Station 18 幸運十八
- Sunway City 雙威城
- Tambun 文冬
- Tanjung Rambutan 紅毛丹
- Tasek 打昔

## Popolazione

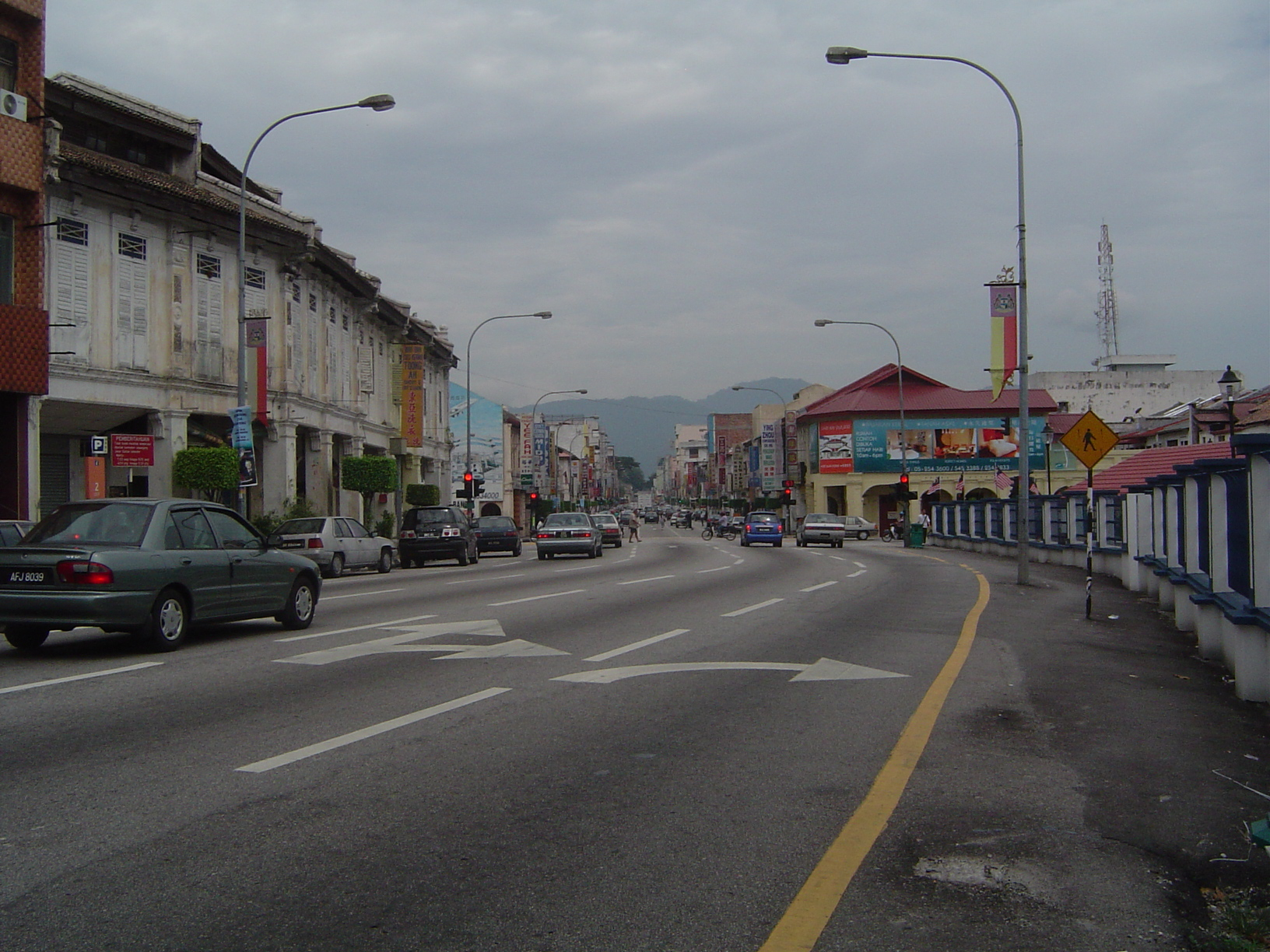
Sultan Iskandar Shah Road (Hugh Low Street), si estende dalla Città vecchia alla Città Nuova.

Ipoh è ancora oggi (2004) una delle più grandi città della Malesia e il secondo centro come numero di abitanti:
La popolazione è suddivisa come segue:
| Etnia   | Populazione | Percentuale |
| ------- | ----------- | ----------- |
| Cinesi  | 446.040     | 70,0%       |
| Malesi  | 108.324     | 17,0%       |
| Indiani | 79.650      | 12,5%       |
| altri   | 3.186       | 0.5%        |

La maggior parte degli abitanti sono di discendenza cinese, sebbene il cantonese sia diffusamente parlato, i primi abitanti appartenevano principalmente al gruppo degli Hakka che vennero a sfruttare i ricchi depositi di stagno.

## Cucina
La cucina di Ipoh è rinomata. Secondo i nativi ciò è dovuto all'alto contenuto alcalino della sua acqua a causa della locazione di Ipoh su una grande formazione carsica che rende il cibo specialmente gustoso.
Tra i piatti locali più famosi ci sono:
- sar hor fun una pasta di riso piatta da gustare in una zuppa con pezzetti di pollo e gamberetti.
- dim sum, piccole delicatezze cinesi cotte al vapore o fritte, che possono essere a base di pesce, gamberetti o maiale.

## Monumenti e luoghi d'interesse
Ipoh è divisa in due parti, la  Città vecchia e la  Città nuova separate dal fiume Kinta. La maggior parte degli edifici degni di interesse storico, precedenti alla seconda guerra mondiale, sono situati nella Città Vecchia, mentre in quella nuova si trovano edifici più moderni, negozi e zone residenziali.

### Caverne di Limestone caves

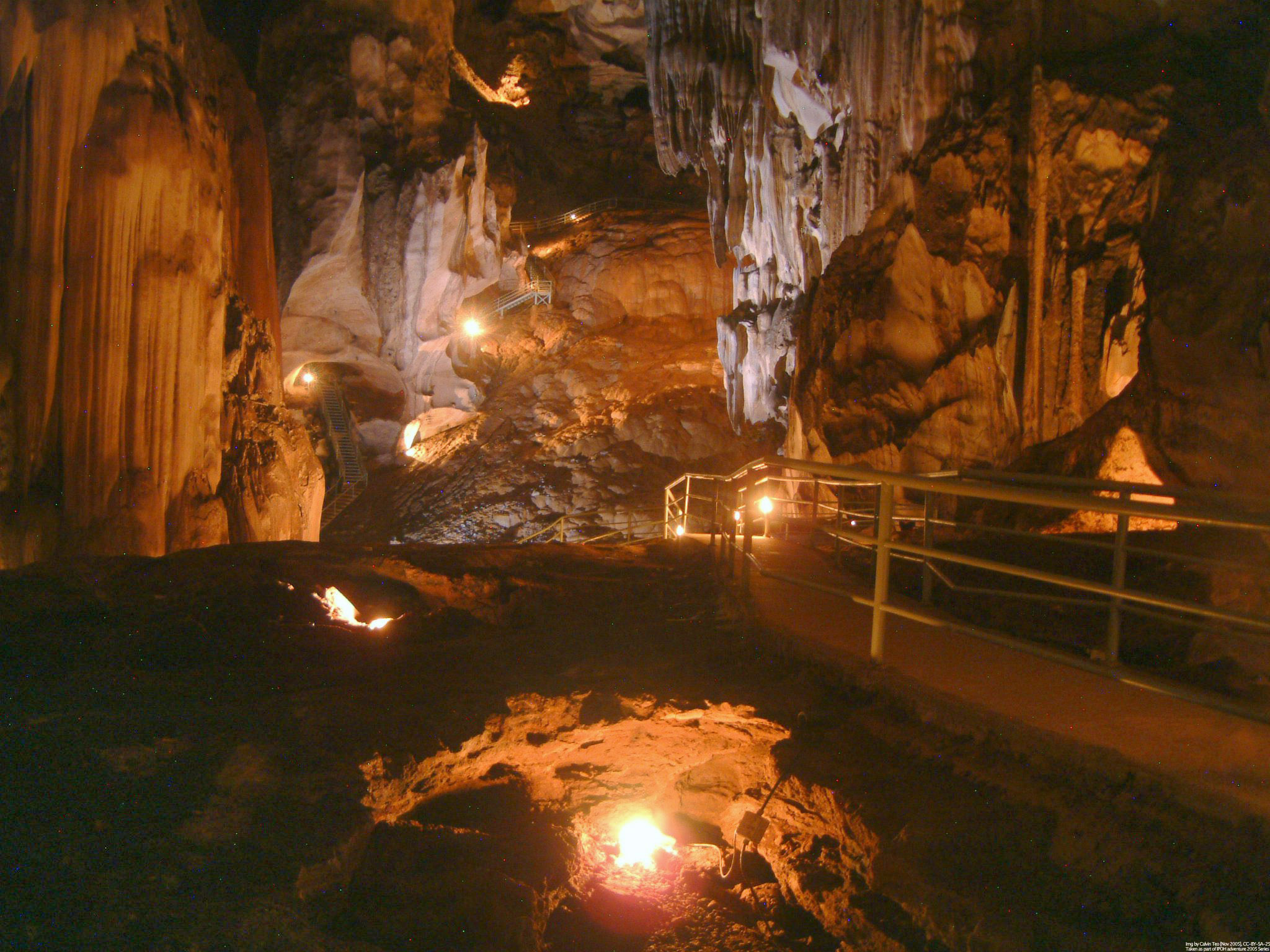
Le grotte calcaree Gua Tempurung

Nelle vicinanze di Ipoh ci sono molte grotte calcaree grazie alle formazioni carsiche che vi si trovano. Il tempio  Sam Po Tong ("Grotta dei Tre Tesori; Cinese : 三寶洞) è un tempio cinese costruito all'interno di un'enorme grotta. Ospita anche alcune tartarughe giganti. Il suo tempio fratello  Perak Tong ("Grotta Perak"; Cinese: 霹靂洞) possiede una ripida, alta scalinata all'interno della grotta che sale fino alla sommità della collina, da cui si gode una vista panoramica di Ipoh e del suo circondario. La statua di Buddha del tempio di  Perak Tong è la più alta del suo tipo in Malesia. Entrambi questi templi/caverna offrono decente cibo vegetariano.
Le colline calcaree si estendono fino a 20 km a nord e a sud di Ipoh ed ospitano molte grotte. Gua Tempurung, vicino a Gopeng a sud di Ipoh è una grotta aperta al pubblico.

Gua Kanthan, a nord di Ipoh è una grotta frequentata da speleologi dilettanti.
Sfortunatamente molte di queste colline sono state scavate per soddisfare la sempre crescente richiesta per pietra frantumata e cemento.

## Amministrazione

### Gemellaggi
- Fukuoka